# Parachernes cocophilus
Parachernes cocophilus es una especie de arácnido del orden Pseudoscorpionida de la familia Chernetidae.

## Distribución geográfica
Se encuentra en Guinea Ecuatorial y Vietnam.